# 污斑高䲁
污斑高䲁（學名：Hypsoblennius sordidus），為輻鰭魚綱鳚形目䲁科高䲁屬的一種，分布於東南太平洋智利海域，深度可達20公尺，本魚體延長形，稍側扁，頭鈍短，頭頂無冠膜，眼上觸鬚有多達6個側枝，鼻孔處有短捲鬚，頸背處無，牙齒尖端鈍而扁平，單排，不能移動，兩側頜骨上均無後犬齒，鰓孔因鰓蓋膜與喉部融合而限制在身體兩側，側線終止於最後一根背鰭條之下，體淡棕褐色，頭部吻部和嘴巴頂部有小黑斑，有時頭頂、鰓蓋和嘴巴下部也有斑點，頭部下部有數條橙色條紋，眼睛後面有黑點，上方和下方有兩條橘色破折號斑紋，身體和尾基部有約6條不規則的深色橫帶，最後2條橫帶呈黑色，中間有一條白色橫帶，背鰭有深色體紋延伸至基部，為紅色斑點，背部前部有黑色斑點，後部邊緣為白色，其餘鰭呈紅色、褐色和白色斑駁，背鰭硬棘12枚、背鰭軟條16-18枚、臀鰭硬棘2枚，臀鰭軟條18-20枚，體長可達19公分，棲息在沿海岩石區，雌魚產附著性卵，雄魚有護卵行為，生活習性不明。